# Marijn Devalck
Marin Florent (Marijn) Devalck (Ninove, 16 maart 1951) is een Vlaamse zanger en acteur. Van 2013 tot 2024 was hij schepen in de gemeente Brakel.

## Biografie
Devalck groeide op in Vollezele, in het Pajottenland, en schreef zijn eerste songs op 14-jarige leeftijd. Hij begon zijn zangcarrière als tiener-popidool onder de naam Marino Falco. In 1966 brak hij door met de hits Ma première cigarette en Je n'ai plus mon papa. Hij kreeg later een rol in de musical The last days of Isaac. 
Hij ging Muziek en Dramatische kunst studeren aan het Koninklijk Conservatorium Brussel en ging na zijn afstuderen acteren voor theater. In 1978 bracht hij een elpee uit, die nogal wat airplay kreeg. Zijn talent voor acteren, dans en zang maakten hem belangrijk voor de musical in Vlaanderen. Hij speelde ook een tijd in Duitsland de hoofdrol in de musical Jesus Christ Superstar en toerde door Vlaanderen en Nederland met het Koninklijk Ballet van Vlaanderen voor producties zoals de rockopera's Evita en de Nederlandse versie Jesus Christ Superstar en musicals zoals West Side Story, Chicago en My Fair Lady. Deze musicals stonden onder de muzikale leiding van Max Smeets. 
Naast het werk op het podium, verscheen hij op radio en televisie als presentator en als acteur in televisiefilms, zoals de bekroonde Er was eens in december (1978), De kaperbrief' (1989), De grijze man (1991) en Bunker (1991). Bij het brede publiek werd hij bekend door acteerwerk in tv-reeksen zoals de De Paradijsvogels uit 1980 als straatmuzikant Brozie en sinds 1990 in de populaire reeks F.C. De Kampioenen als worstenfabrikant en voorzitter van de Kampioenen, Balthazar Boma.
In 1991 bracht hij met Tussen licht en donker een tweede langspeler met bekendste hits als Vleugels in de wind, Het gele strand, Zoete wijn en Rose. Met zijn begeleidingsgroep De Mannen toerde hij door Vlaanderen met het programma Marijn Devalck Zingt. In juni 1996 kwam abrupt een einde aan deze toer door een motorongeval, waarbij hij zwaar letsel opliep aan het strottenhoofd. Hij lanceerde hierna met Podium Acts een boekingskantoor voor exclusieve artiesten. Na enige jaren kwam er beterschap, en kon hij weer als zanger optreden, waarbij hij werd begeleid door de diverse groepen die hij als manager tevens promoot. Daarna richtte hij ook het platenlabel Moustache Records en de muziekuitgeverij Moustache Publishing, verwijzend naar zijn typerende snor waarmee hij in 1992 door de circa 25 leden tellende Snorrenclub Antwerpen werd verkozen tot "Snor van het Jaar".
In april 2009 publiceerde Devalck zijn autobiografie bij Lampedaire Uitgevers. In Mijn Gedacht! (een verwijzing naar de catchphrase van zijn personage Boma) vertelt hij over zijn succes als tieneridool Marino Falco, over zijn later leven als acteur en zanger, over het geweld tijdens zijn jeugd en de ontrouw die hem tekenden.
In maart 2012 was Devalck te zien in de musical Domino, naast onder meer Deborah De Ridder en Mark Tijsmans. Samen met zangeres Sonia Pelgrims en pianist Jürgen De Smet stond Devalck in 2012 in verschillende cultuurcentra op de bühne met een theatershow rond leven en werk van Will Ferdy. De show ging in première op 22 januari 2012 en speelde tot 10 juni 2012. In 2013 maakte hij zijn opwachting in een Piet Piraatshow en in De tovenaar van Oz. Datzelfde jaar speelde hij zijn succesvolle personage Balthasar Boma in de film F.C. De Kampioenen: Kampioen zijn blijft plezant.

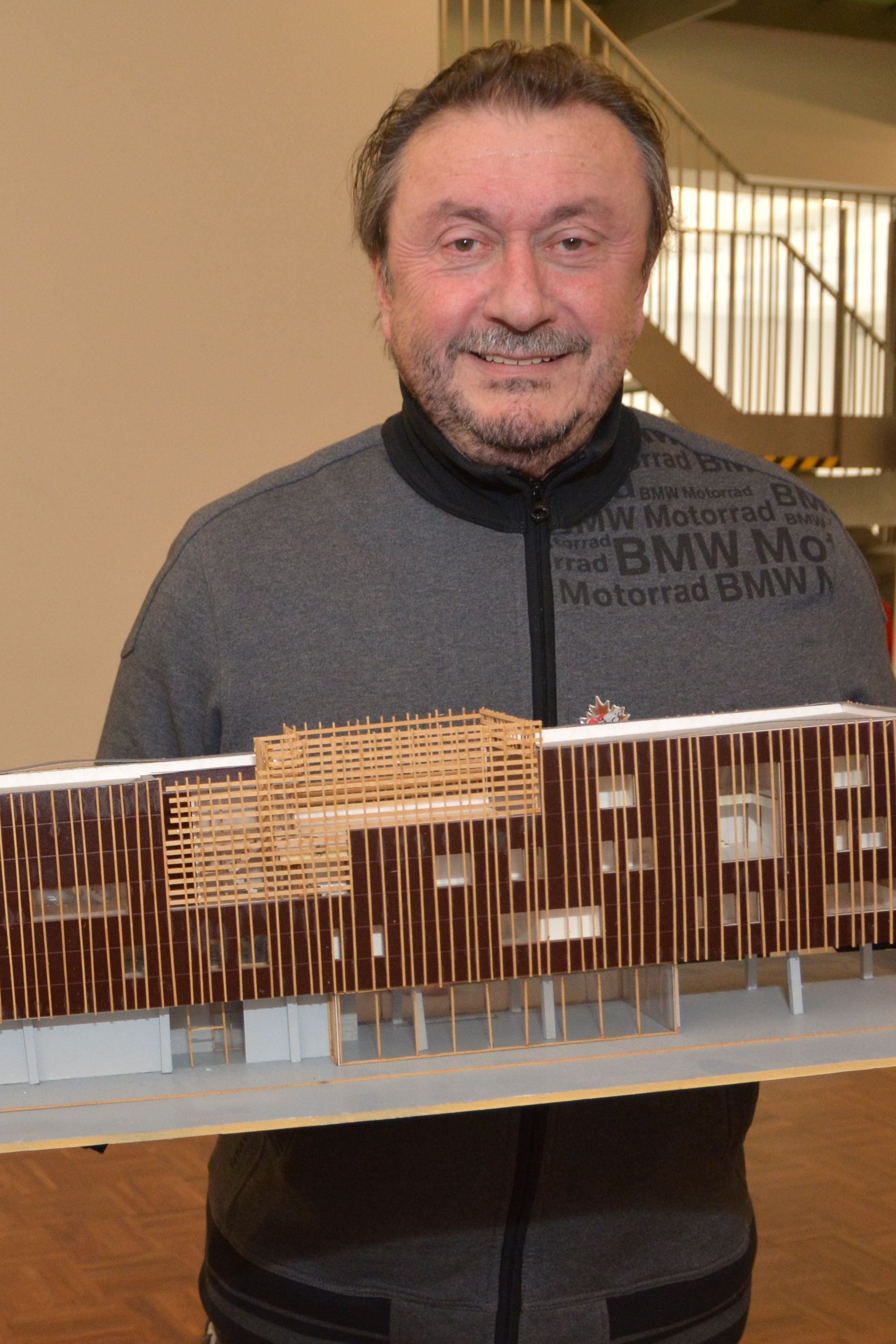
Marijn Devalck in het Holocaust Museum van Mechelen als ambassadeur van vzw De Huizen

In 2012 kwam hij bij de gemeenteraadsverkiezingen op in Brakel voor Open Vld, nadat burgemeester Herman De Croo hem had overgehaald om op de lijst te staan. Devalck werd verkozen en is sinds 2013 schepen van Cultuur en Feestelijkheden en OCMW-voorzitter. Op 12 december 2013 heeft Devalck zich in het tv-programma Koppen geout als vrijmetselaar en toen tien jaar lid van een loge. In dat jaar hernam hij zijn rol van meneer Boma in F.C. De Kampioenen: kampioen zijn blijft plezant. In 2014 werd hij ambassadeur van vzw De Huizen. Op 19 april 2015 is hij met Marie Lambrecht en Bernard Pieters opgenomen in het Broederschap van de Geraardsbergse Mattentaart. In 2015 was hij in 1000 zonnen te zien in een rubriek waar hij als reisgids optrad. In dat jaar speelde hij opnieuw de rol van Boma in F.C. De Kampioenen 2: jubilee general. In 2017 speelde hij alsof opnieuw zijn rol van Boma voor F.C. De Kampioenen 3: forever. In 2018 werd hij verkozen tot vijfde schepen van Brakel bevoegd voor cultuur, feestelijkheden, sociale zaken en vereenzaming. In 2019 was hij te zien in F.C. De Kampioenen 4: Viva Boma waarin hij zijn rol van Balthasar Boma weer vertolkt. 
Vanaf 2020 presenteert hij op Kanaal Z Passion for trucks, een programma over vrachtwagenchauffeurs. Devalck heeft zelf een vrachtwagenrijbewijs.
Voor de rest speelde hij ook mee als Balthasar Boma in de kerstspecial van F.C. De Kampioenen op 25 december 2020. Deze special was een eerbetoon aan Xavier Waterslaeghers, gespeeld door de in maart 2020 overleden Johny Voners.
Bij de gemeenteraadsverkiezingen van 2024 raakte hij opnieuw verkozen in Brakel.
Devalck is ook peter voor de non-profitorganisatie Belgisch Kinder Kanker Steunfonds VZW, een organisatie die zich inzet voor gezinnen met een kind (of jongvolwassen) getroffen door kanker. Hun doel is om specifiek gezin per gezin te ondersteunen in welke nood ze ook maar hebben, er is dus een persoonlijke ondersteuning.

## Erkentelijkheden
- 2021 - Rome International Movie Award Beste mannelijke hoofdrol voor zijn rol in Adam & Eva.[7]